# بتان رو
بتان رو (انگلیسی: Bethan Roe؛ زادهٔ ۳ نوامبر ۱۹۹۹) بازیکن فوتبال اهل انگلستان است که در پست مدافع برای باشگاه چارلتون اتلتیک در قهرمانی زنان فوتبال انگلستان بازی می‌کند. او کار خود را در باشگاه شهر خود نورویچ سیتی آغاز کرد، جایی که قبل از نقل مکان به آلبیون در رده‌های نوجوانی آنها پیشرفت داشت.